# Emilián z Cyzica
Svatý Emilián z Cyzica byl v 9. století biskup diecéze Cyzicus v dnešním Turecku. Bojoval proti obrazoborectví a za to byl roku 820 císařem Leonem V. Arménským vyhoštěn a umučen.
Jeho svátek se slaví 8. srpna.